# غلامحسین جلیل‌خانی
غلامحسین جلیل‌خانی (زادهٔ ۱۳۳۶ در زنجان) نمایندهٔ حوزهٔ انتخابیهٔ زنجان در دورهٔ پنجم مجلس شورای اسلامی بوده‌است.